# Dôme (Charleroi)
De DÔME is een overdekt sportcentrum in Charleroi. Het gebouw werd in 1992 geopend voor indoor sportwedstrijden. Tegenwoordig wordt het complex gebruikt voor tennis- en basketbalwedstrijden en concerten. Het basketbalcentrecourt wordt gebruikt door Spirou Charleroi en staat bekend als het Spiroudome.